# Lunay (Loir y Cher)
 Lunay  comuna francesa, en la región de Centro, departamento de Loir y Cher, en el distrito de Vendôme y cantón de Savigny-sur-Braye.

## Demografía
| 1085 | 1011 | 1007 | 1207 | 1213 | 1293 |
| Para los censos de 1962 a 1999 la población legal corresponde a la población sin duplicidades (Fuente: INSEE [Consultar]) |      |      |      |      |      |